# Стрелины
Стре́лины — династия купцов и промышленников, владевших кирпичными заводами в Санкт-Петербурге.
Основатель династии — Мака́рий Тимофе́евич Стрелин — крестьянин, ставший купцом и потомственным почётным гражданин. Он владел двумя кирпичными заводами:
- в селе Усть-Ижора на реке Славянка — построен в 1875 году, куплен у купчихи Анны Семёновны Вандруховой в 1882 году;
- в колонии Овцино на правом берегу Невы — построен в 1897 году.

Дело отца продолжили его сыновья — сначала Алексе́й Мака́рович, а затем и Васи́лий Мака́рович.
На заводе выпускали различный кирпич с клеймом династии Стрелиных:
- Макарий Тимофеевич — «М. Т. Стръелинъ», «Стръелинъ», «М. С.» сперва без рамки, а затем в рамке различными шрифтами.
- Алексей Макарович — «А. М. С.»
- Алексей и Василий Макаровичи — «Бр-я. Стрълины»
- СтрелинЪ с изображение шестиконечной звезды и стрелы.

Из кирпичей, изготовленных на заводе Макария Стрелина, было построено здание Суворовского музея (в строительстве музея участвовали ведущие заводы Санкт-Петербурга, выполнявшие работы со значительными скидками или безвозмездно).

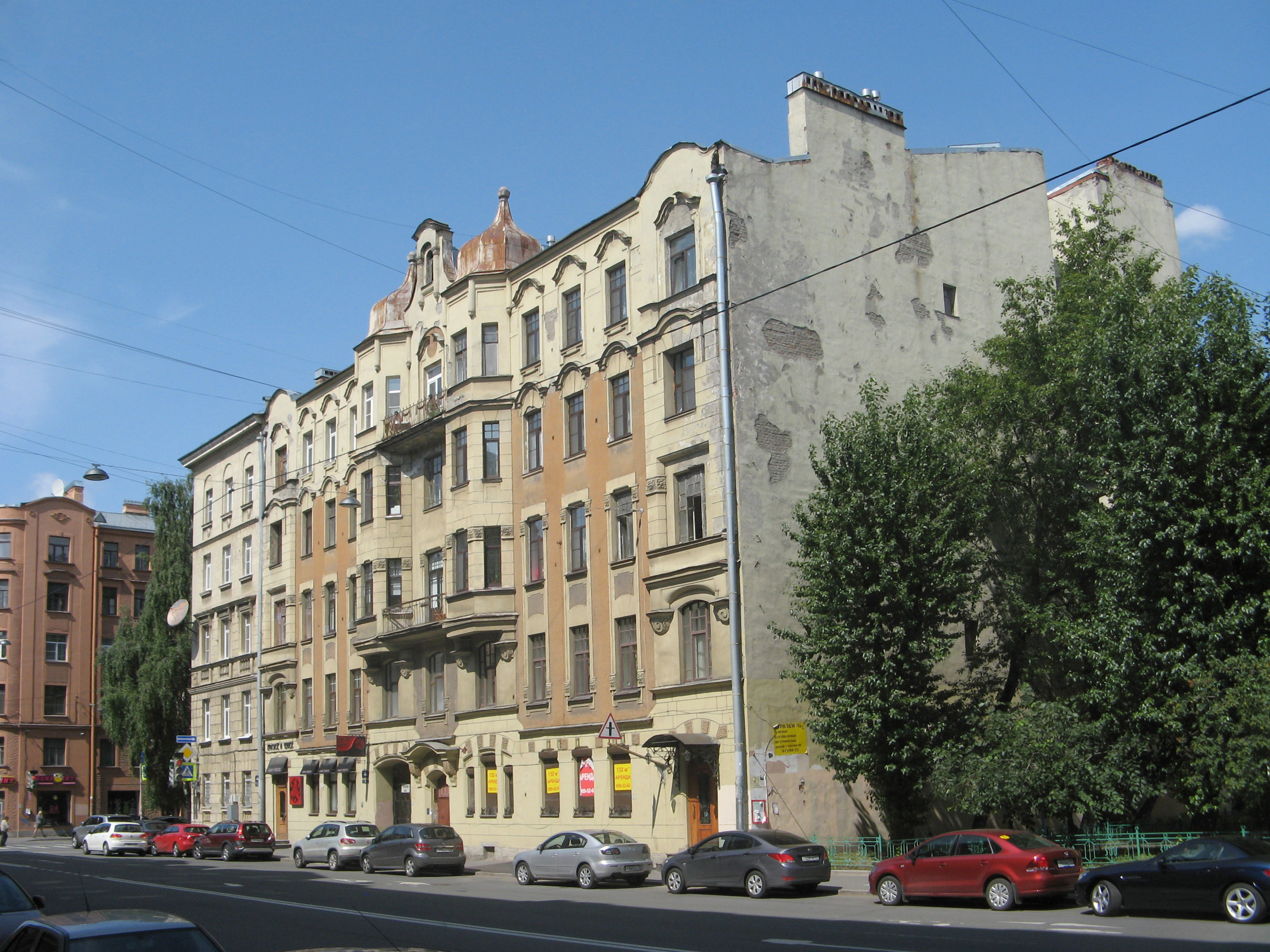
Доходный дом Стрелина

Доходный дом М. Т. Стрелина (ныне — улица Ленина, дом 25), построенный в 1902 году в стиле модерн (архитектор — Дмитрий Крыжановский), в 2001 году включён КГИОПом в «Перечень вновь выявленных объектов, представляющих историческую, научную, художественную или иную культурную ценность».